# Mallosia imperatrix
Mallosia imperatrix är en skalbaggsart. Mallosia imperatrix ingår i släktet Mallosia och familjen långhorningar.

## Underarter
Arten delas in i följande underarter:
- M. i. imperatrix
- M. i. kurdistana